# Diecéze Alghero-Bosa
Diecéze Alghero-Bosa je diecéze římskokatolické církve, nacházející se v Itálii.

## Území
Diecéze zahrnuje území města Alghero a dalších obcí v provinciích Sassari, Oristano a Nuoro.
Provincie Nuoro
- obce Birori, Bolotana, Borore, Bortigali, Dualchi, Lei, Macomer, Noragugume, Silanus, Sindia

Provincie Oristano
- obce Aidomaggiore, Boroneddu, Bosa, Cuglieri, Flussio, Magomadas, Modolo, Montresta, Norbello, Sagama, Santu Lussurgiu, Scano di Montiferro, Sedilo, Sennariolo, Soddì, Suni, Tadasuni, Tinnura, Tresnuraghes a subdivizi Zuri

Provincie Sassari
- obce Alghero, Mara, Monteleone Rocca Doria, Olmedo, Padria, Pozzomaggiore, Putifigari, Romana, Semestene, Uri, Villanova Monteleone a část regionu Nurra v Sassari.

Biskupským sídlem je město Alghero, kde se nachází hlavní chrám – katedrála Neposkvrněné Panny Marie.
Rozděluje se do 61 farností. K roku 2020 měla 103 400 věřících, 50 diecézních kněží, 25 řeholních kněží, 11 trvalých jáhnů, 26 řeholníků a 130 řeholnic.

## Historie
Středověká diecéze Bosa má své kořeny v starověké diecézi Cornus. Této město se mělo nacházet podle Itinerarium Antonini na půli cesty mezi Bosou a Tharrosem. Přítomnost biskupství je poprvé zmíněna v 5. století, kdy se biskup Bonifác ze Senaferu zúčastnil roku 484 spolu s dalšími sardinskými biskupy koncilu v Kartágu. Tento koncil byl svolán vandalským králem Hunerichem. Dnes všichni historici ztotožňují Senafer se starověkým Cornem, jehož biskupství bylo pravděpodobně zřízeno mezi koncem 4. a začátkem 5. století, jak by také naznačovaly archeologické vykopávky.
Biskupství je zmíněno také roku 649, kdy se biskup Boethius zúčastnil koncilu v Římě svolaném papežem Martinem I.
V 11. století došlo během pontifikátu papeže Alexandra II. k reformě sardinské církve a ke zřízení nových diecézí, mezi něž patřila také Bosa. Tato diecéze zahrnovala území starověké diecéze Cornus. Na severu hraničila s arcidiecézí Torres a jejíž byla sufragánou, na východě hraničila s diecézí Ottana a na jihu s arcidiecézí Oristano.
Dne 8. prosince 1503 byla bulou Aequum reputamus papeže Julia II. zřízena diecéze Alghero. Diecéze vznikla oddělením území z arcidiecéze Sassari, a také získala území zrušené diecéze Bisarcio, Castro di Sardegna a Ottana. Stala se sufragánou arcidiecéze Sassari.
Dne 21. července 1779 došlo k oddělení části území bývalé diecéze Ottana a vytvoření nové diecéze Galtellì-Nuoro (dnes také diecéze Nuoro).
Dne 9. března 1803 byla z části jejího území obnovena diecéze Bisarcio (dnes diecéze Ozieri) a diecéze Alghero získala část území diecéze Bosa.
Dne 31. prosince 1938 přešlo část území pod jurisdikci diecéze Nuoro.
Dne 25. března 1949 byla apoštolským listem Augustissimum coeli papeže Piem XII. prohlášena Panna Marie z Valverde patronkou města a diecéze a svatý archanděl Michael spolupatronem.
Dne 18. března 1972 byl Francesco Spanedda biskup Bosy jmenován biskupem Alghera, čímž došlo ke spojení dvou stolců in persona episcopi.
Dne 30. září 1986 byly dekretem Instantibus votis Kongregace pro biskupy spojeny diecéze Alghero a Bosa a tím získala svůj současný název.

## Seznam biskupů

### Biskupové Senafer-Cornus
- Bonifacio di Senafer (zmíněn roku 484)
- Neznámý (v období papeže Řehoře Velikého)
- Boethius (zmíněn roku 649)

### Biskupové Bosy
- Costantino de Castra (?– 1073)
- Pietro I. (před rokem 1106 – po dubnu 1112)
- Marino (před říjnem 1112 – po roce 1116)
- Giovanni (zmíněn roku 1138)
- Pietro Spanu (zmíněn po roce 1139)
- Goffredo (zmíněn roku 1170)
- Dionigi (před rokem 1176 – po roce 1186)
- Neznámý (před rokem 1233 – po roce 1237)
- Gunnario (zmíněn roku 1239)
- Tommaso (před rokem 1259 – po roce 1262)
- Mazuclo (zmíněn roku 1263)
- Giacomo (zmíněn roku 1268)
- Neznámý (zmíněn roku 1278)
- Michele Sola (zmíněn asi roku 1286)
- Francesco (zmíněn roku 1288)
- Pietro II. (?–1304)
- Nicola de Vare (1304 – po roce 1312)
- Giovanni de Clavaro, O.Carm. (před rokem 1327 – 1340)
- Nicola (před rokem 1342 – po roce 1344)
- Raimondo de Gauzens (? – asi 1349)
- Pietro III., O.S.B. (1349–1350)
- Aimerico (1351–1356)
- Andrea, O.Carm. (1356–1360)
- Ruggero Piazza, O.F.M. (1360–1363)
- Rainerio de Filippono (1363 – před únorem 1391)
- Pod jurisdikcí papeže sídlícího v Římě a Pise:
  - Antonio (1391–1402)
  - Antonio de Ligios (1402– 1406)
  - Benedetto, O.S.B. (1406–1407)
  - Antonio Sangallo (1407–1413)
  - Antonio Stamingo, O.F.M. (1413–1418)
- Pod jurisdikcí papeže sídlícího v Avignonu:
- Ludovico Gervas o Hermats o Gómez, O.P. (1418–1423)
- Juan Casanova, O.P. (1424–1425)
  - neobsazena (1425-1435)
- Giuliano (1435–1445)
- Tommaso de Rubeo, O.P. (1445–1449)
- Francesco Meloni (1449–1450)
- Giovanni Saguini, O.P. (1450–1460)
- Bernardo Roig (1460–?)
- Giovanni de Sallinis, O.F.M. (1471–1484)
- Galcerando Galba (1484–1493)
- Pietro di Sorra (1495–?)
- Giovanni di Sorra (1516–?)
- Bernardo Gentile, O.P. (1535–1537)
- Nicolás de Aragón (1537–1541)
- Baltasar de Heredia, O.P. (1541– 1548)
- Vincenzo de Leone, O.Carm. (1548–1556)
- Antonio Pintor Cavaro (1556–1572)
- Giovanni Melis, O.F.M.Conv. (1572–1575)
- Giovanni Serra, O.E.S.A. (1575–1577)
- Nicolò Canelles (1577–1586)
- José Anglés, O.F.M. (1586–1588)
- Jerónimo García, O.SS.T. (1588–1589)
- Giovanni Francesco Fara (1591–1591)
- Antonio Atzori (1592–1604)
- Gavino Manca de Cedrelles (1605–1612)
- Juan Álvarez Zapata, O.Cist. (1612–1613)
- Giovanni Battista de Aquena (1613–1614)
- Vincenzo Bacallar (1615–1625)
- Giovanni Atzori (1625–1627)
- Sebastiano Carta (1627–1631)
- Melchiorre Pirella (1631–1635)
- Giovanni Maria Olmo (1635–1639)
- Vicente Agustín Clavería (1639–1644)
- Gaspare Litago (1645–1652)
- Francisco Camps y Moles (1654–1656)
- Giacomo Capay y Castagner (1658–1663)
- Gavino Cattayna, O.Carm. (1663–1671)
- Francisco López Urraca, O.E.S.A. (1672–1677)
- Serafino Esquirro (1677–1680)
- Giorgio Sotgia, O.S.M. (1682–1701)
- Gavino de Aquena (1703–1722 nebo 1723)
- Nicola Cani, O.P. (1727–1737)
- Giovanni Leonardo Sanna (1737–1741)
- Francesco Bernardo de Cespedes (1742–1746)
- Antonio Amat (1746–1748)
- Giovanni Battista Machin Espiga (1748–1749)
- Raimondo Quesada (1750–1758)
- Giuseppe Stanislao Concas (1759–1763)
- Giovanni Antonio Borro (1763–1767)
- Giovanni Battista Quasina nebo Coasina (1768–1785)
- Giovanni Antonio Cossu, O.S.M. (1785–1796)
  - neobsazena (1796-1800)
- Gavino Murru (1800–1819)
  - neobsazena (1819-1823)
- Francesco Tola (1823–1843)
- Antonio Uda (1845–1845)
  - neobsazena (1845-1871)
- Eugenio Cano (1871–1905)
- Giovanni Battista Vinati (1906–1916)
- Angelico Zanetti, O.F.M. (1916– 1926)
- Filippo Mantini (1926–1931)
- Nicolò Frazioli (1931–1956)
- Francesco Spanedda (1956–1979)
- Giovanni Pes (1979–1986)

### Biskupové Alghera
- Pedro Parente (1503–1514)
- Juan Loaysa (1514–1524)
- Guillermo Casador (1525–1527)
- Domenico Pastorello, O.F.M. Conv. (1528–1534)
- Juan Reina (1534–1538)
- Durante Duranti (1538–1541)
- Pedro Vaguer (1541–1556)
- Pedro del Frago Garcés (1566– 1572)
- Antioco Nin (1572–1578)
- Andrés Bacallar (1578–1604)
- Nicolò Canavera (1605–1611)
- Gavino Manca de Cedrelles (1612–1613)
- Lorenzo Nieto y Corrales Montero Nieto, O.S.B. (1613–1621)
- Ambrogio Machin, O. de M. (1621–1627)
- Gaspar Prieto Orduña, O. de M. (1627–1636)
- Cipriano de Azcón (Azcon) (1637–1639) nepřevzal diecézi
- Antonio Nusco (Nuseo) (1639– 1642)
- Vicente Agustín Clavería (1644–1652)
- Francesco Boyl, O. de M. (1653–1655)
- Dionigi Carta-Senes, O.F.M. (1657–1658)
- Salvatore Mulas Pirella (1659–1661)
- Andrés Aznar Naves, O.E.S.A. (1663–1671)
- Lussorio Roger (Rogger) (1672–1776)
- Francisco López de Urraca, O.E.S.A. (1677–1681)
- Luis Diaz de Aux de Armendáriz, O. de M. (1681–1686)
- Jerónimo Velasco, O.S.B. (1686– 1692)
- José de Jesús María Fajardo, O.A.D. (1693–1693) nepřevzal diecézi
- Tommaso Carnicer (Carnizar), O.P. (1695–1720)
- Giovanni Battista Lomellini, O.P. (1726–1729)
- Dionigi Gioacchino Belmont (1729–1732)
- Matteo Bertolini (1733–1741)
- Carlo Francesco Casanova (1741–1751)
- Giuseppe Agostino Delbecchi, Sch. P. (1751–1763)
- Giuseppe Maria Incisa Beccaria (1764–1772)
- Gioacchino Michele Radicati, O.P. (1772–1793)
- Salvator Giuseppe Mammeli (1800–1801)
- Pietro Bianco (1805–1827)
- Filippo Arrica (1832–1839)
- Efisio Casula (1842–1842)
- Pietro-Raffaele Arduini, O.F.M. Conv. (1843–1863)
- Giovanni Maria Filia (1871–1882)
- Eliseo Giordano, O. Carm. (1883–1906)
- Giovanni Battista Vinati (1906–1907)
- Ernesto Maria Piovella, O.SS.C.A. (1907–1914)
- Francesco d’Errico (1914–1938)
- Adolfo Ciuchini, O. de M. (1939–1967)
- Francesco Spanedda (1972–1979)
- Giovanni Pes (1979–1993)

### Biskupové Alghera-Bosa
- Antonio Vacca (1993–2006)
- Giacomo Lanzetti (2006–2010)
- Mauro Maria Morfino, S.D.B. (od 2011)